# Pinkafeljski konj
Pinkafeljski konj (madžarsko pinkafői ló) je izumrla pasma domačega konja. Nekateri viri ga uvrščajo kot pokrajinsko različico medžimurskega konja. V okolici Pinkafelja (danes Pinkafeld, Avstrija, Gradiščanska), v Železni županiji so ga ustvarili s križanjem noriškega ter madžarskega konja. Ker je medžimurski konj nastal tudi iz noriške vrste, pinkafeljskega konja uvrščajo v medžimursko različico.
Njegova višina je bila približno 165-175 cm. Prodajali so ga na sejmih v Šopronu in Sombotelu. Bil je poslušen in ponižen konj, vendar ni imel takšne nosilnosti kot medžimurska vrsta, zato ni bil splošno priljubljen. Ostale konje so križali z arabskimi konji, vrsta je izumrla v 20. stoletju.